# Leptotyphlops algeriensis
Leptotyphlops algeriensis este o specie de șerpi din genul Leptotyphlops, familia Leptotyphlopidae, descrisă de Jacquet 1895. Conform Catalogue of Life specia Leptotyphlops algeriensis nu are subspecii cunoscute.